# Paddy McGuire
Pour les articles homonymes, voir McGuire.
Paddy McGuire (né Patrick McQuire, 1884, Irlande – 16 novembre 1923, Norwalk, Californie) est un acteur irlandais, actif dans le cinéma muet américain. Connu pour son visage expressif et son talent de comédien burlesque, il débute dans les années 1900 dans le théâtre comique et le burlesque avant de rejoindre l’industrie cinématographique.

## Biographie
McGuire intègre les studios Essanay en 1915, où il devient un acteur de soutien régulier dans les films de Charlie Chaplin, apparaissant dans des courts-métrages comme Charlot boxeur (The Champion, 1915), Le Vagabond (The Tramp, 1915) et Charlot marin (Shanghaied, 1915), souvent dans des rôles de policier, ouvrier ou marin. En 1916, il rejoint la Vogue Film Company aux côtés de Ben Turpin, jouant dans la série comique Bungling Bill. En 1917, il travaille pour la Fox Comedy Company sous la direction de Charley Chase, puis intègre les studios Al Christie en 1920. Son dernier rôle connu est dans A Broadway Cowboy (1920), une comédie-western.
McGuire décède le 16 novembre 1923 à Norwalk, Californie, à l’âge de 38 ou 39 ans, probablement des suites de complications liées à la syphilis.

## Filmographie

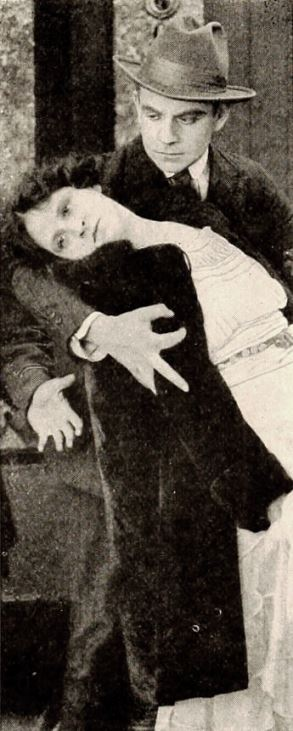
Avec Gypsy Abbott dans When Ben Bolted (1917).

- 1915 : Charlot boxeur (The Champion) de Charles Chaplin : Sparring-partner
- 1915 : Charlot veut se marier (A Jitney Elopement) de Charles Chaplin : le vieux majordome / un policier
- 1915 : Le Vagabond (The Tramp) de Charles Chaplin : un ouvrier agricole
- 1915 : Charlot à la plage (By the Sea) de Charles Chaplin : premier policier
- 1915 : Charlot apprenti (Work) de Charles Chaplin : le porteur de plâtre
- 1915 : Charlot garçon de banque (The Bank) de Charles Chaplin : Caissier en manteau blanc
- 1915 : Charlot marin (Shanghaied) de Charles Chaplin : un marin
- 1915 : Charlot au music-hall (A Night in the Show) de Charles Chaplin : Feather Duster / Clarinettiste
- 1916 : Bungling Bill's Burglar
- 1916 : Igorrotes' Crocodiles and a Hat Box
- 1916 : His Auto Ruination
- 1916 : Heaven Will Protect a Woiking Goil
- 1916 : More Truth Than Poetry de John Francis Dillon
- 1916 : Bungling Bill's Peeping Ways
- 1916 : Charlot cambrioleur (Police) : Fifth Flophouse Customer
- 1916 : Search Me!
- 1916 : The Lion Hearted Chief
- 1916 : Bungling Bill, Detective
- 1916 : Knocking Out Knockout Kelly
- 1916 : Slipping It Over on Father
- 1916 : Bungling Bill, Doctor
- 1916 : Bungling Bill's Dream
- 1916 : A Mixup at Rudolph's
- 1916 : National Nuts
- 1916 : Chinatown Villains
- 1916 : Nailing on the Lid
- 1916 : His Blowout : Bungling Bill
- 1916 : Delinquent Bridegrooms : Bungling Bill
- 1916 : When Papa Died
- 1916 : The Iron Mitt : Bungling Bill
- 1916 : Just for a Kid
- 1916 : Hired and Fired : Bungling Bill
- 1916 : A Deep Sea Liar : Bungling Bill
- 1916 : For Ten Thousand Bucks : Bungling Bill
- 1916 : Bungling Bill's Dress Suit
- 1916 : Lost and Found
- 1916 : Her Luckless Scheme
- 1916 : Going to the Dogs
- 1916 : Rolling to Ruin
- 1916 : Paste and Politics
- 1916 : A Touch of High Life
- 1916 : Her Painted Pedigree
- 1916 : Bungling Bill's Bow-Wow
- 1916 : Lost, Strayed or Stolen
- 1916 : With or Without
- 1916 : Picture Pirates
- 1916 : The Wicked City
- 1916 : Shot in the Fracas
- 1916 : Jealous Jolts
- 1917 : A Lislebank
- 1917 : A Circus Cyclone
- 1917 : Sticky Fingers
- 1917 : Lured and Cured
- 1917 : A Rummy Romance
- 1917 : When Ben Bolted
- 1917 : Won by a Fowl
- 1917 : A Sanitarium Scandal
- 1918 : His Smothered Love
- 1918 : Two Tough Tenderfeet : A Diner
- 1918 : Ladies First
- 1918 : She Loved Him Plenty
- 1918 : Beware of Boarders
- 1918 : Whose Little Wife Are You?
- 1918 : Her First Mistake
- 1918 : Hide and Seek, Detectives
- 1918 : The Village Chestnut : Cutup
- 1919 : The Foolish Age : Choir Member
- 1919 : The Village Smithy
- 1920 : A Broadway Cowboy : Prisoner at Large
- 1922 : La Petite peste (The Pest) de Gilbert M. Anderson[1]